# Alixan
Alixan is een gemeente in het Franse departement Drôme (regio Auvergne-Rhône-Alpes). De plaats maakt deel uit van het arrondissement Valence. Alixan telde op 1 januari 2022 2.698 inwoners.

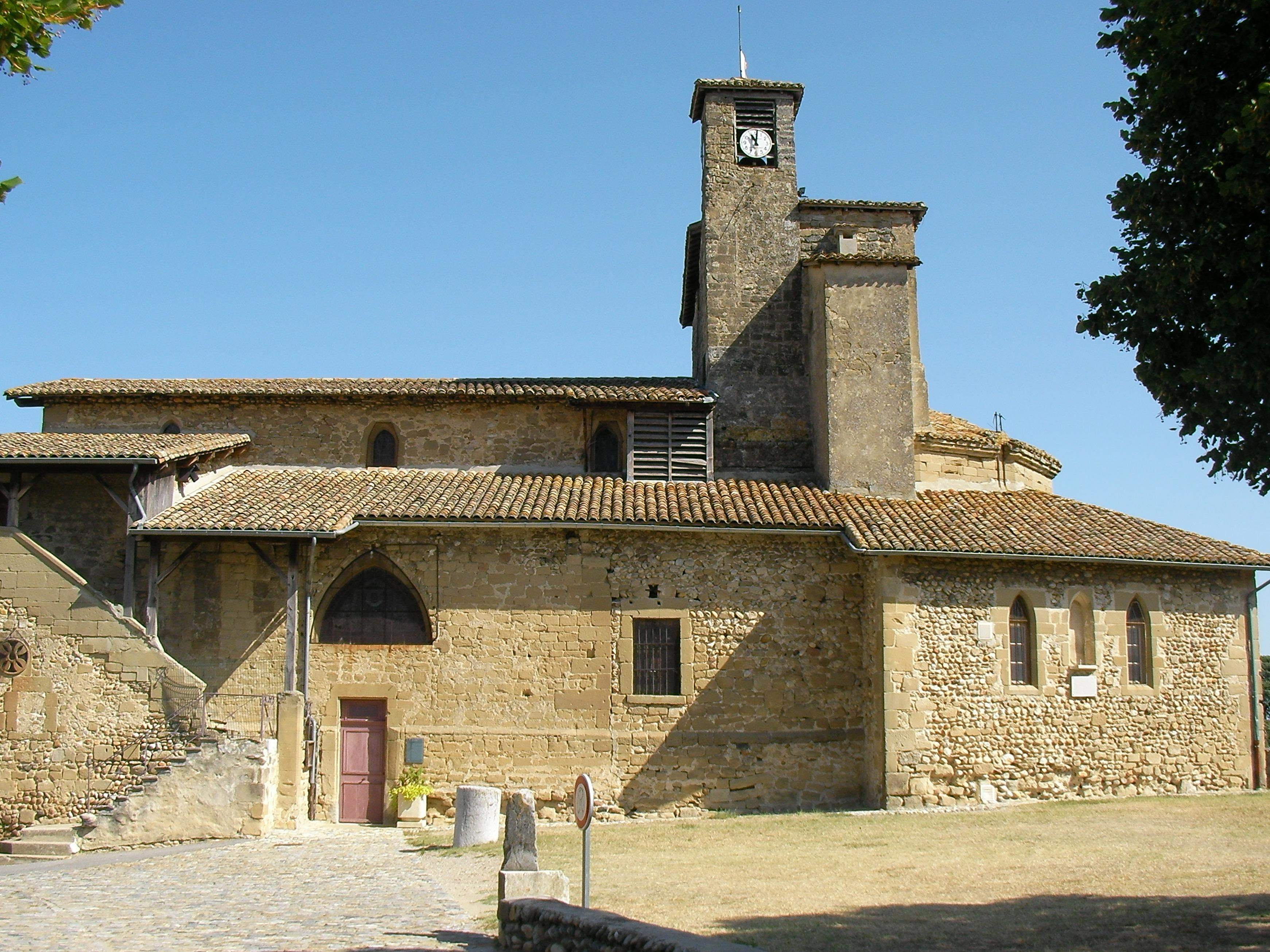
Église Saint-Didier
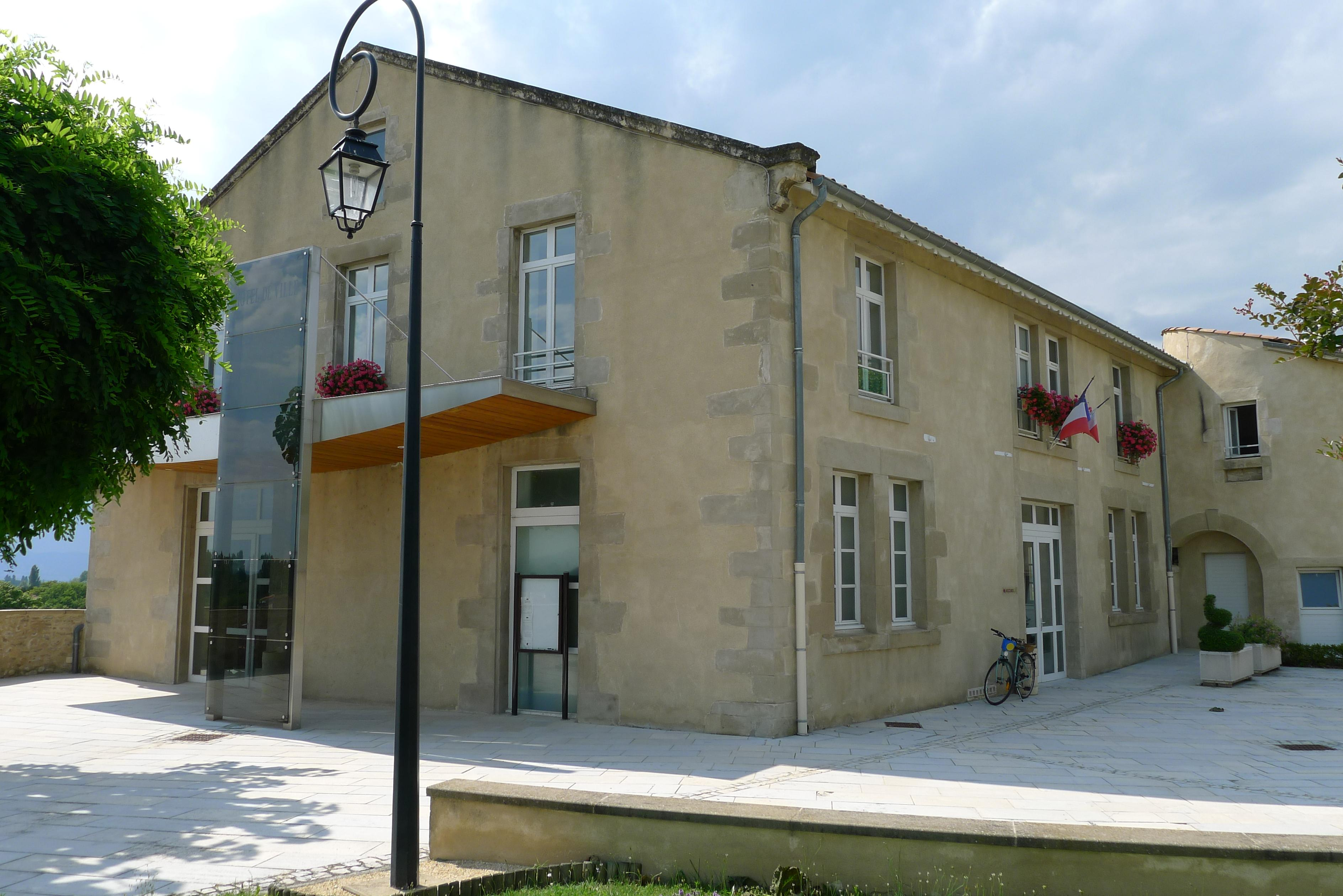
Gemeentehuis

## Geografie
De oppervlakte van Alixan bedraagt 28,28 vierkante kilometer; de bevolkingsdichtheid is 90 inwoners per km² (per 1 januari 2019).

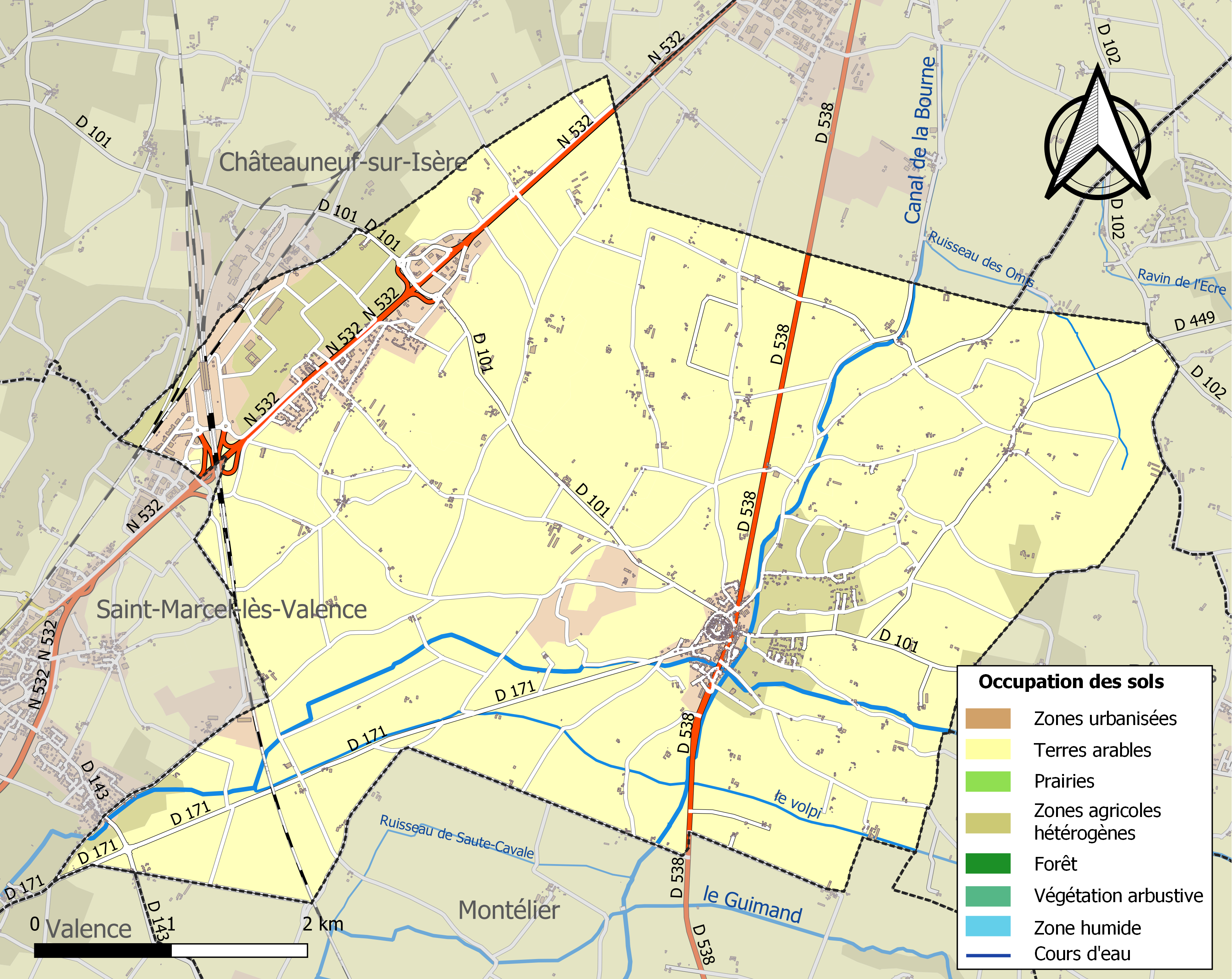

## Demografie
Onderstaande figuur toont het verloop van het inwonertal (bron: INSEE-tellingen).